# Municipio de Bureau (Illinois)
El municipio de Bureau (en inglés: Bureau Township) es un municipio ubicado en el condado de Bureau en el estado estadounidense de Illinois. En el año 2010 tenía una población de 247 habitantes y una densidad poblacional de 2,64 personas por km².

## Geografía
El municipio de Bureau se encuentra ubicado en las coordenadas 41°27′8″N 89°34′10″O / 41.45222, -89.56944. Según la Oficina del Censo de los Estados Unidos, el municipio tiene una superficie total de 93.49 km², de la cual 93,49 km² corresponden a tierra firme y (0 %) 0 km² es agua.

## Demografía
Según el censo de 2010, había 247 personas residiendo en el municipio de Bureau. La densidad de población era de 2,64 hab./km². De los 247 habitantes, el municipio de Bureau estaba compuesto por el 100 % blancos. Del total de la población el 0,81 % eran hispanos o latinos de cualquier raza.